# Погачијада
Погачијада је манифестација такмичарског карактера који се одвија у Средњој пољопривредној школи „Радош Јовановић Сеља“ у Прокупљу.
Погачијада се организује првог радног петка у мају месецу, а тема се мења сваке године. Такмичари се осењују у две дисциплине: најбоља погача и најбоље постављен сто.
Прва погачијада организована је 2018. године и учесници су били ученици дестак пекарских школа и пекарске занатске радње из Прокупља и Блаца.
Драуга погачијада одржана је у мају 2019. године и на њој су учествовали ученици средњих  пољопривредних школа из Пожаревца, Врања, Лесковца, Пирота, Алексинца, Блаца, Куршумлије и Ниша. По мишљењу жирија, најбољу погачу имали су ученици из Лесковца. Друго место припало је ђацима из Kуршумлије, а треће из Пожаревца. Сто су најбоље аранжирали ученици из Блаца. Друго место заузели су ученици из Алексинца, а треће из Пирота.
Трећа погачијада одржана је на Ђурђевдан, 6. маја 2022. године. Средња поњопривредна школа „Радош Јовановић Сеља“  је, као домаћин имала свој изложбени сто, где су професори и ученици имали праву поставку – како треба да изгледа трпеза на Ђурђевдан. Управо је овај велики хришћански празник био тема такмичења, на ком се надметало седам средњих и четири основне школе.
Прву награду у категорији најлепша погача освојила је Средња школа „Свети Трифун“ из Александровца, другу награду Прехрамбено-хемијска школа из Ниша, док је трећа награда припала Биотехнолошкој школи из Алексинца.